# Lagenocarpus verticillatus
Lagenocarpus verticillatus är en halvgräsart som först beskrevs av Spreng., och fick sitt nu gällande namn av Tetsuo Michael Koyama och Bassett Maguire. Lagenocarpus verticillatus ingår i släktet Lagenocarpus och familjen halvgräs. Inga underarter finns listade i Catalogue of Life.